# Епишино
Епи́шино — село в Енисейском районе Красноярского края России. Административный центр сельского поселения Епишинский сельсовет.
Расположено на правом берегу реки Енисей, напротив районного центра, города Енисейска. Расстояние до центральной части города через паромную переправу от Епишино — 8 км, через паромную переправу от Еркалово — 20 км. От села отходит региональная автодорога 04К-053 на рабочий посёлок Северо-Енисейский (293 км).
В селе есть основная общеобразовательная школа, врачебная амбулатория, отделение почтовой связи, Дом культуры, библиотека, колония-поселение. Паромная переправа через Енисей до Енисейска. Зимой прокладывается зимник.
В период навигации по реке Енисей курсируют речные суда. 

На текущий момент (2025 год) колония-поселение и большинство учреждений ликвидированы, население значительно сократилось, как и уровень жизни населенного пункта. Преимущественно в населенном пункте остались неблагополучные жители и пенсионеры, которые так и не смогли переехать в более комфортные и современные населенные пункты. Закрыты дом культуры, библиотека, почта. Участились проблемы с переправой в ближайшие населенный пункты, больница практически не функционирует. 
Основное занятие населения — заготовка и переработка древесины, но в большей степени в населенном пункте безработица ввиду того, что в нем были расформированы все учреждения дающие местным жителям рабочие места.

## Население
| 2010 |
| ---- |
| 920  |